# Centropogon marmoratus
Centropogon marmoratus és una espècie de peix pertanyent a la família dels tetrarògids i a l'ordre dels escorpeniformes.

## Etimologia
Centropogon deriva dels mots grecs κέντρον (kéntron, fibló) i pogon (barba), mentre que l'epitet llatí marmoratus vol dir marbrat en referència a la seua coloració.

## Descripció
En comparança amb Centropogon australis, no té una àrea ampla i nua a sota de la part anterior espinosa de l'aleta dorsal, les crestes interorbitals són relativament febles i presenta un cos marbrat.

## Hàbitat i distribució geogràfica
És un peix marí, associat als esculls i de clima tropical, el qual viu al Pacífic occidental: és un endemisme dels fons tous de la plataforma continental de Queensland (Austràlia) des de Gladstone fins a Moreton Bay (encara que, probablement, estigui molt més estès al llarg del sud-est d'Austràlia).

## Observacions
És inofensiu per als humans i el seu índex de vulnerabilitat és moderat (45 de 100).